# Teddy Bunn
Theodore Leroy "Teddy" Bunn (Freeport, 7 mei 1909 of 1910 - 20 juli 1978) was een Amerikaanse gitarist in de swing, blues  en rhythm & blues, die vooral als studiomuzikant actief was.

## Biografie
Bunn begon zijn muzikale loopbaan als begeleider van een calypso-zanger. Hierna werd hij actief als sessiemuzikant. Op 16 september 1929 speelde Bunn mee bij opnames van de band van Duke Ellington, maar ook begeleidde hij diezelfde dag in de studio Fats Pichon en Henry Allen. Een paar weken later deed hij dat ook bij opnames van de Six Jolly Jesters, een band met enkele Ellington-sidemen. In de jaren erop nam hij deel aan opnames van onder meer de Washboard Serenaders, zanger Spencer Williams, zangeres Victoria Spivey en de Washboard Rhythm Kings.
Vanaf 1932 speelde hij bij de Spirits of Rhythm, een groep die in de jaren dertig en veertig veel succes had in clubs in 52nd Street in New York en in Hollywood. Bunn stond hiermee ook in de opnamestudio (in de periodes 1932-1937 en 1939-1941). Verder nam hij in die tijd op met onder meer Jimmy Noone (1937), Johnny Dodds (1938), Cow Cow Davenport (1938), Jimmie Gordon (1938), Tommy Ladnier (1938) en Trixie Smith.

## Jaren veertig en later
In 1940 was hij een van de eerste musici die opnam voor het toen net opgerichte label Blue Note. Hij nam er op onder eigen naam en werkte mee aan opnames van de Port of Harlem Jazzmen van Sidney Bechet, Frankie Newton en J. C. Higginbotham en andere groepen van deze mannen. In 1940 vertrok hij naar de westkust, waar hij lid werd van de band van Lionel Hampton. Ook speelde hij mee bij opnames van Hot Lips Page. Bunn, die begin jaren veertig was overgestapt op de elektrische gitaar, leidde enkele groepen en nam op met Big Joe Turner (1946). Hij speelde bij Edgar Hayes en speelde onder meer samen met Hadda Brooks. Eind jaren vijftig toerde hij met een rock-'n-roll-show en speelde hij in de band van Louis Jordan. In de jaren zestig eindigde zijn muzikale loopbaan door een slechte gezondheid. Hij had enkele hartaanvallen en kreeg in 1970 een beroerte.

## Discografie
- Teddy Bunn (1929-1940), RST Records/Document Records, 2001 ('albumpick' Allmusic)
- Very Best of T.B. 1937-1944, P-Vine Records, 1999